# Bellevue Kandy
Belinda Kikusa Kandy (née le 12 octobre 1980) connu professionnellement sous le nom Bellevue Kandy, est une actrice, réalisatrice, productrice et scénariste congolaise.

## Biographie
Kandy est né le 12 octobre 1980 dans une maternité de Kinshasa, en République démocratique du Congo. Son père, Joseph Kandy, est décédé en 1980 alors qu'elle n'avait que trois mois, la laissant ainsi que ses huit frères et sœurs sous la garde de leur mère, Luisa Nzumba Kinduelo, également décédée en 2016. Kandy est diplômé de l'Institut National des Arts (INA).

## Carrière
À la suite de ses études, Kandy commence sa carrière au sein du groupe « Simba », de Elombe Sukari, l'un des figures marquantes de l'histoire du théâtre congolais associé au groupe « Salongo ».
Le Groupe Simba comprenait des personnalités telles que Yandi Mosi, Lule, Décor Ilonga, Milo (Mimie Loleka), Léa Ndaya, Ursule Peshanga, Maman Kalunga et Bellevue. Kandy est apparue dans la série télévisée ivoirienne Ma Grande Famille aux côtés de Michel Gohou, Michel Bohiri et Clémantine Papouet .
En 2023, Kandy a franchi une étape remarquable dans le cinéma congolais, amassant 1,6K vidéos et plus de 119 968 741 vues sur sa chaîne YouTube. Avec 197 000 abonnés, il ne lui manquait plus que 3 000 abonnés pour devenir la première actrice de cinéma congolaise à dépasser les 200 000 abonnés sur la plateforme. Cette réalisation a fait de Kandy un pionnier en atteignant ce seuil important dans le domaine numérique de YouTube. Kandy passe ses vacances à apporter aide et compagnie aux orphelins et aux veuves .
En 2022, le film Cabal, composé de neuf épisodes, a réalisé 1 million de vues sur YouTube. Ce fut un succès important en République démocratique du Congo et parmi la diaspora congolaise du monde entier. Lors de la cérémonie des Nzonzing Awards 2021, qui s'est tenue à l'hôtel Memling dans la commune de la Gombe, Kandy a été récompensée pour ses réalisations dans les catégories élite féminine, légende et expertise. En 2022, Kandy a reçu des nominations pour la meilleure actrice et la meilleure réalisatrice pour son travail dans les films « Impuissance » et « Famille Honorable » aux Nzonzing Awards. Kandy gère une chaîne YouTube avec plus de 300 000 abonnés .